# Maude Farris-Luse
Maude Farris-Luse (Morley, 21 februari 1887 – Coldwater, 18 maart 2002) was een Amerikaanse supereeuwelinge en op 115-jarige leeftijd gedurende negen maanden de oudste levende persoon ter wereld.
Maude Farris-Luse werd geboren als Maude Muriel Davis in Morley (Michigan) in 1887. Toen ze vier jaar oud was verhuisde ze naar Steuben County (Indiana). Daar huwde ze op 27 juni 1903 op 16-jarige leeftijd met boer Jason Farris. Samen zouden ze zeven kinderen krijgen. Het gezin verhuisde, na een aantal jaren In Indiana gewoond te hebben terug naar Michigan. Jason Farris overleed daar op 12 september 1951. Op 25 september 1952 hertrouwde Maude met Walter Luse, maar dat huwelijk zou vanwege zijn overlijden slechts drie jaar duren.
In 1987 werd een foto gemaakt met vijf generaties, met Maude (100), haar zoon Clair (75), haar kleinzoon Donald (50), haar achterkleindochter Cindy (25) en haar achter-achterkleindochter die toevallig op exact haar 100e verjaardag geboren werd. De zoon Clair overleed het daaropvolgende jaar, in 1988, als zesde van haar zeven kinderen. Het enige nog levende kind bij de dood van Farris-Luse in 2002 was haar dochter Lucille.